# 五十嵐正 (教育者)
五十嵐 正（いがらし ただし、1943年（昭和18年） - ）は、山形県鶴岡市出身の、日本の教育者。盛岡ヘアメイク専門学校校長、岩手県内の高等学校長や教育委員会教育長などの要職を歴任。

## 略歴
- 1943年（昭和18年）、山形県鶴岡市に生まれる。
- 1962年（昭和37年）3月、山形県立鶴岡工業高等学校を卒業。
  - 同年4月、東京芝浦電気(現 東芝)に入社する。
- 1964年（昭和39年）4月、東京工業大学に併設の工業教員養成所に入学し、1967年3月修了する。
- 1967年（昭和42年）4月、岩手県立盛岡工業高等学校の教諭となる。その後岩手県教育委員会・指導主事等を歴任。
- 1994年（平成6年）、岩手県立前沢高等学校校長に就任[1]。
- 1995年（平成7年）、岩手県教育委員会にて指導課長、のち県立学校課長、教育次長を歴任。
- 2001年（平成13年）、岩手県立総合教育センター所長に就任(任期、2002年3月まで)[2]。
- 2002年（平成14年）、岩手県教育委員会教育長に就任[1]。
- 2003年（平成15年）、財団法人岩手県スポーツ振興事業団理事長に就任[1]。
  - 同年、岩手大学教育学部附属幼稚園評議委員に就任。
- 2005年（平成17年）、岩手女子高等学校校長に就任[1]。
- 2010年（平成22年）、盛岡ヘアメイク専門学校校長に就任し[1]、現職（2020年現在）。
- 2015年（平成27年）、公益社団法人 岩手県私学振興会理事に就任し現職（2020年現在）[3]。

## 著書
- 『教育はとうふのごとく - 素敵な『にがり』に出会ってください』2005年7月、ぱるす出版、ISBN 978-4827602012

2008年5月、日本看護学校協議会共済会より、おすすめ良書として推薦された。